# Porazdelitev delta
Porazdelítev délta, pogosto imenovana tudi fúnkcija délta ali Diracova (porazdelítvena) fúnkcija (oznaka δ(x)), je v matematiki posplošena funkcija, definirana tako, da velja δ(x)dx = 1, kadar interval dx vsebuje točko 0, in δ(x)dx = 0, kadar je ne.
Porazdelitev delta se lahko definira z več enakovrednimi limitnimi procesi, med njimi:
{\displaystyle \delta (x)={\frac {1}{\pi }}\lim _{\epsilon \rightarrow 0}{\frac {\epsilon }{x^{2}+\epsilon ^{2}}}}
{\displaystyle \delta (x)=\lim _{\epsilon \rightarrow 0}\epsilon |x|^{\epsilon -1}}
{\displaystyle \delta (x)=\lim _{\epsilon \rightarrow 0}{\frac {1}{\pi x}}\sin \left({\frac {x}{\epsilon }}\right)}
Pripadajoča zbirna porazdelitvena funkcija je znana kot Heavisidova skočna funkcija:
{\displaystyle \Theta (x)=\int _{-\infty }^{x}\delta (x)\,\mathrm {d} x\!\,.}
Funkcijo je poznal že Gustav Robert Kirchhoff in jo je vpeljal leta 1880 v svojih predavanjih iz optike kot funkcijo ζ.